# 崑崙関の戦い
崑崙関の戦い（こんろんかんのたたかい）とは、日中戦争（支那事変）中の1939年（昭和14年）12月17日から1940年（昭和15年）1月中旬頃までの間、広西省の崑崙関周辺の陣地をめぐっておこなわれた戦闘である。南寧奪回を目指す中国軍の攻勢を受け、日本軍は激戦の末に崑崙関から後退したが、南寧への進攻は食い止めた。

## 背景
1939年（昭和14年）11月、日本軍は「援蔣ルート」遮断のため、広西省に上陸して南寧を占領した。この動きに対し中国側は、柳州・貴陽方面への侵攻の恐れと、仏印からの補給路遮断の二つの脅威を感じていた。11月下旬に「冬季攻勢」を発令していた国民政府軍事委員長蔣介石は、華中方面などから多数の部隊を転用、南下させて南寧の奪回に乗り出した。各方面から転用された中国軍約19個師（広西省在来の6個師を合わせ約25個師）が南寧方面に集まり、従来軽易に使用されなかった機械化部隊の第5軍（軍長：杜聿明）や航空部隊なども投入された。
12月7日頃、第5師団長今村均中将は現地の住民から「中国軍10万人が前進してくる」という情報を耳にしていたが、南寧北方の山岳地帯を10万の大軍が通過できるはずがないと判断し、これに関心を払わなかった。そして、及川支隊を仏印国境に近い竜州の攻略へ向かわせた12月17日、南寧北東50キロ付近に突出した崑崙関の日本軍陣地に中国軍の大部隊が押し寄せてきた。

## 地理
南寧の北方は標高300～500メートルの小高地が多く、錯綜した山地帯になっている。道路は、南寧から北上して武鳴へ通じる道路と、北東方向へ延びて賓陽へ通じる「賓寧公路」の2本がある。前者は大高峯隧（南寧北方20キロ付近）が、賓寧公路は崑崙関（南寧北東50キロ）がそれぞれ関門となっている。賓寧公路沿いには、10～20キロおきに小集落が点在している（南寧から三唐、四唐、…八唐、九唐と続き、崑崙関に至る）。

## 参加兵力

### 日本軍
- 第5師団 - 師団長：今村均中将
  - 歩兵第21旅団（中村支隊） - 旅団長：中村正雄少将（戦死後、坂田大佐が代理）
    - 歩兵第21連隊 - 連隊長：三木吉之助大佐
      - 歩兵第42連隊第2大隊（松本大隊） - 大隊長：松本総三郎少佐

    - 歩兵第42連隊 - 連隊長：坂田元一大佐

  - 歩兵第9旅団（及川支隊） - 旅団長：及川源七少将 （1月1日以降）
- 台湾歩兵第1連隊 - 連隊長：林義秀大佐
- 台湾歩兵第2連隊 - 連隊長：渡辺信吉大佐
- 第21独立飛行隊（九七式軽爆撃機）、海軍・第3連合航空隊が支援

対戦車戦闘には九四式速射砲、改造三八式野砲、四一式山砲（連隊砲）などを使用。

### 中国軍
総指揮官 - 桂林行営主任：白崇禧　
- 第38集団軍 - 総司令：徐庭瑤 （以下は崑崙関周辺の兵力のみ）
  - 第5軍 - 軍長：杜聿明
    - 栄誉第1師 - 師長：鄭洞国
    - 第200師 - 師長：戴安瀾（中国語版）
    - 新編第22師 - 師長：邱清泉（中国語版）
    - 第5軍直属
      - 装甲兵団[6] - 長：胡献群（T-26B型軽戦車、CV-33を装備）
      - 騎兵団 - 長：蕭平波

  - 第99軍（軍長：傅仲芳）、第66軍（軍長：葉肇）
- 砲兵 - 15センチ榴弾砲3～4門、野山砲・迫撃砲多数
- 中ソ連合航空隊 （戦闘機・爆撃機：約100機）
  - 中国空軍第2路部隊 - 司令官：邢剷非
  - ソ連空軍志願隊 - 戦闘機隊長：ステパン・スプルーン（ロシア語版）

## 戦闘経過

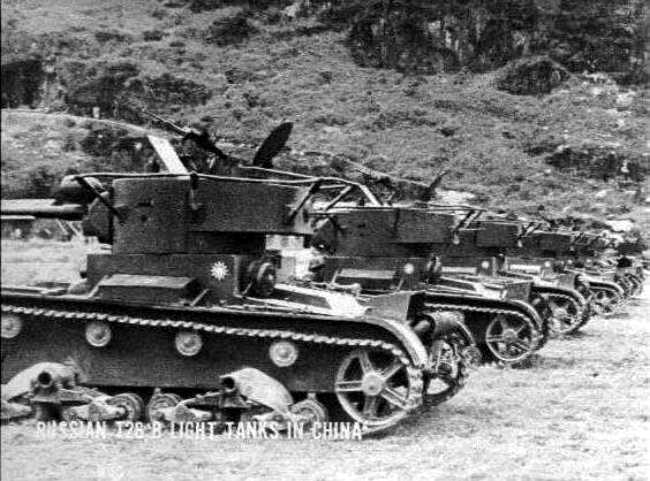
中国軍のT-26軽戦車。（湖南省）

12月16日、崑崙関の松本大隊（歩兵第42連隊第2大隊）前面の高地に陣地工事を行う中国兵が姿を現し、戦車14両や山砲も確認された。12月17日夜、中国軍は攻撃を開始した。翌18日には戦車3両が接近し、松本大隊はその先頭車（中隊長車）を擱座させた。
12月18日、増援のため歩兵第21連隊（三木吉之助大佐）が南寧から崑崙関へ派遣された（連隊本部は九唐）。松本大隊を指揮下に入れた連隊は、19日から攻撃を開始したが、前面・両翼の高地から中国軍に包囲され、戦車も前進してきたため攻撃は頓挫してしまった。そのうえ、後方連絡線（五、六、七唐付近）が中国軍に遮断されたため、追及中の部隊も包囲され、補給が受けられなくなった三木部隊（歩兵第21連隊）は攻撃1日目で完全に孤立した。
12月19日、中国軍は崑崙関方面だけでなく、南寧北方の大高峯隧にも、戦車4両、砲数門をともなった約1,000人で攻撃を加えてきた。歩兵第41連隊（納見敏郎大佐）が出撃し、20日払暁、南北から敵を不意急襲して潰走させた。以後、中国軍はこの方面では特に動きを見せなくなった。
12月20日、今村中将は中村正雄少将の指揮する中村支隊（歩兵第42連隊の歩兵2個大隊）を九唐へ派遣させた。中村支隊は五唐付近で中国軍に前進を阻止され、その撃退後も残りの25キロの道のりは困難をともなった。
12月21日、中国軍は兵力を増やしながら三木部隊の包囲を圧迫し、連隊本部のある九唐部落内にも中国兵が侵入していた。三木部隊は弾薬が欠乏したため、空中補給を要請した。日本海軍機3機が八唐付近へ弾薬を投下したが、敵の重囲下にある地上部隊は回収できなかった。一方、中国空軍機は反復して日本軍への対地銃爆撃を繰り返していた。夜になると、中国軍の栄誉第1師が戦車と共に最北端の陣地（日本名：三角山）へ来襲し、その一角を占領した。陣地守備隊は銃剣と竹槍で応戦していたが、全員が死傷したためついに陣地は陥落した。終夜、第一線は両軍が入り乱れての錯綜状態で、中国兵が同士討ちするほどの混戦となった。
12月22日、台湾混成旅団長塩田定七少将は今村中将に兵力の派遣を申し出た。今村中将はこの申し出を受け、12月23日に台湾歩兵第1連隊（林義秀大佐）は南寧を出発した。七唐付近を前進中の中村支隊長は左頬に貫通銃創を受け、応急手当を受けて前進を再開した。三木部隊では食料も弾薬もほとんど無くなり、弾薬の無くなった迫撃砲は地中に埋められた。中国軍は三角山に砲兵観測所を前進させ、日本軍陣地へ重砲・各種火砲の正確な猛射をおこなった。連隊本部付近にも迫撃砲の砲撃が集中し、軍旗の奉焼も準備された。また、左翼陣地（日本名：田村山）にも中国兵が殺到し、日本軍の西側防衛線は崩壊寸前となった。南寧の今村中将は、九唐方面で決戦を行うことに決め、竜州の及川支隊に急いで南寧へ帰還するよう命令した。
12月24日、中村支隊は前夜から七唐付近を強行突破し九唐に到着、出発から5日目で三木部隊と合流した。また、林部隊（台湾歩兵第1連隊）は六唐に到着し、付近の敵陣地を攻撃した。しかしこの日、中村支隊長は九唐西側の高地で敵情を視察しているところを、敵の狙撃を受けて腹部貫通の重傷を負った。夜になると中国軍の重砲・迫撃砲の集中射撃が始まったが、その砲撃下で中村支隊長の手術が行われた。しかし、手術終了後も医薬品の不足などから容態の悪化は止められず、翌25日朝に中村正雄少将は戦死した。
田村山には、砲撃に膚接して千人以上の中国兵が手榴弾を投げながら突入し、やがて白兵戦となった。田村山の守備隊は、これまで20回以上敵攻撃を撃退し残り38人となっていたが、12月24日ついに全員が戦死した。
12月25日、坂田元一大佐（歩兵第42連隊長）が九唐へ到着し、全部隊は坂田大佐の指揮下に入った。中国軍機は南寧を爆撃し、つづいて九唐にも対地攻撃を行なったため死傷者が出た。夜になり機関銃弾6万発、小銃弾4万発を持った部隊が到着し、日本軍の前線の戦力が回復した。26日、27日には中国軍が数度夜襲を行ったが、日本軍に撃退された。12月28日には、台湾混成旅団から派遣された台湾歩兵第2連隊（渡辺信吉大佐）と林部隊が、九唐の坂田部隊に合流した。
12月28日夜、中国軍は北東端の高地（日本名：日の丸高地）に反復攻撃をかけ一角を占領した。翌12月29日には、砲撃と共に1,500以上の中国兵が押し寄せ、わずか1個小隊のみが守備していた日の丸高地とその隣の津田山高地を奪取した。この夜、鹿地亘らの日本人民反戦同盟が、両高地に拡声マイクを据え反戦放送を開始した。
12月30日、中国軍は兵力を増加させ、午後には戦車を伴った中国兵4,000～5,000人が、一挙に日本軍を押し潰そうと一斉に前進してきた。敵の榴弾砲や野山砲が的確なのに対し、弾薬を撃ち尽くしていた日本軍は敵砲兵陣地が見えていても為す術がなかった。三木連隊長は坂田支隊長（旅団長代理）に対して、戦線を整理し今村兵団の攻勢が始まるまでは兵力を温存させることを具申した（崑崙関を堅持しようとすれば全滅を覚悟しなければならないため）。こうして崑崙関の放棄が決定され、日本軍部隊は、12月31日の朝までに九唐の陣地（1～2キロ後方）へ後退した。この時、既に埋めていた野砲兵第5連隊の野砲（改造三八式野砲）3門は掘り出して運ぶことができず、ついに埋めたまま後方へ集結しなければならなかった。こうして、日本軍は九唐の戦線で1940年（昭和15年）を迎えた。

## その後
今村中将は、自ら出撃して決戦をおこなおうと決意し及川支隊の南寧帰着を待っていた。第5師団の苦戦は、大本営や第21軍軍司令部（在広東）を憂慮させていた。第21軍主力は広東北方で翁英作戦を実施中であったが、南寧方面の戦況悪化から作戦は早期に打ち切られることになった。12月29日、上級司令部の幕僚たちが南寧の第5師団司令部を訪れ、今後の作戦を協議した。幕僚達からは、防衛ラインを南寧近くまで退げることを提案されたが、今村中将はこれを拒否した。協議の結果、今村中将の主張するとおり第5師団は今の位置を維持し、反撃作戦が始まるまで中国軍を引きつけておくこととなった。
1月1日、前線の坂田支隊に代わり九唐付近での防御戦闘を命じられた及川支隊は、八唐へ到着して陣地構築を開始した。このとき、中国軍から鹵獲した正確な地図を入手したため、それまで作戦に齟齬をきたしていた空地の連絡などが改善した。1月3日、坂田支隊は九唐から八唐南側地区へ後退した。このときの撤退は、敵に気付かれないよう行われたため追撃されることはなく、中国軍は無人の陣地に攻撃し続けていた。1月6日、三木部隊は南寧へ帰還し戦闘を終えた。及川支隊は、その後1月下中まで八唐付近で防御戦闘をおこなった。そして、1月28日から日本軍（第21軍）は賓陽へむけて反攻作戦を実施し、南寧方面から中国軍主力を撃退した。
12月18日から1月6日までの三木部隊（歩兵第42連隊、松本大隊など）の損害は、戦死376、戦傷755、生死不明37であった（損耗率は約45％）。また、1月1日から1月27日までの及川支隊（歩兵第9旅団、台湾歩兵第1、第2連隊）の損害は、戦死112、戦傷481であった。その総計は死傷1,761であるが、松本大隊を除く歩兵第42連隊主力の損害は不明である。
中国側の損害は、第5軍だけで戦死約5,600、負傷約11,100、生死不明約800であった。この他に主攻を担当した第66軍と第99軍は、戦死5,079、負傷約6,200、生死不明約560であり、3個軍の損害は合わせて約29,339であった（参加人員は約86,400）。

## 関連文献
- 『崑崙関附近の作戦』復員局、1951年。NDLJP:8815593。